# Giuffria
Giuffria – amerykański zespół rockowy, który został założony w 1981 roku przez Gregga Giuffria po jego odejściu z "Angel" – glam / hardrockowego zespołu z Waszyngtonu.

## Historia
Giuffria powstała jako poboczny projekt Gregga Giuffrii w 1981 roku po odejściu z Angel.  Na początku Giuffria zamierzała stworzyć ten projekt pod pseudonimem „Angel”, dopóki kilku członków nieistniejącego już zespołu nie wyraziło sprzeciwu. Standardowy skład zespołu składał się z Gregga Giuffrii (klawisze), Davida Glen Eisleya (główny wokalista), Craiga Goldy’ego (gitara), Chucka Wrighta (bas) i Alana Kriggera (perkusja).  Eisley był w latach 1980-83 wokalistą zespołu Sorcery z Los Angeles. Goldy przez krótki czas był członkiem hardrockowego / glam metalowego zespołu Rough Cutt, a Wright gościł w kilku utworach na albumie Metal Health wydanej przez grupę Quiet Riot chociaż nie był wówczas jej oficjalnym członkiem. Tom Quinton grał na perkusji przez kilka miesięcy w latach 1983–1984, ale jego "kandydatura" została odrzucona na korzyść długoletniego perkusisty sesyjnego Alana Kriggera  który został uznany za lepszego od Quintona.     

Zespół podpisał kontrakt z MCA Records w 1984 roku. Niedługo potem wydali swój debiutancki album Giuffria  który osiągnął 26. miejsce na listach albumów, jednocześnie wydając dwa hity: „Call to the Heart” (Hot 100 # 15) i „Lonely in Love” (Hot 100 # 57)).
Zespół grał jako support na koncercie Deep Purple podczas jego trasy koncertowej w Ameryce po wznowieniu działalności w 1984 roku. Podczas tej trasy, pomimo początkowo entuzjastycznych recenzji, członkowie Giuffrii byli źle traktowani przez gitarzystę Deep Purple, Ritchiego Blackmore’a, który zmniejszył set zespołu z 45 minut do 25. Nie wolno im było grać na gitarze i bisować, a także musieli grać przy włączonych światłach areny.     

Zespół koncertował podczas otwarcia trasy „Agent Provocateur” grupy Foreigner i odniósł spory sukces. Giuffria zagrała kilka koncertów w Japonii w czerwcu 1985 roku, a nagranie na żywo zostało wydane jako Giuffria Japan Tour '85. Giuffria pojawiła się również na ścieżce dźwiękowej w filmie Mam cię! z utworami „Never Too Late” i „Say It Ain’t True”. W trzecim utworze „What's Your Name?” wystąpili Gregg Giuffria i David Glen Eisley, ale był on zatytułowany Camelflage. Gregg był także autorem kilku utworów z tego albumu.
Następny album Giuffrii, Silk and Steel, został wydany w 1986 roku, po kilku zmianach w składzie. Goldy dołączył do Dio i został zastąpiony przez gitarzystę Lanny Cordolę, a Wright powrócił do Quiet Riot (tym razem dołączając do zespołu jako oficjalny członek) i został zastąpiony przez Ricka Bozzo, a później Davida Sikesa. Pierwszy singiel „Must Must Dreaming” nie znalazł się na liście Top 40, osiągając maksimum 52. miejsce, a sam album osiągnął 60 pozycję na liście Billboard 200. Wydano drugi singiel „Love You Forever”, ale promocja wytwórni była słaba, a popularność tergo singla (który został wykonany w programie "American Bandstand") szybko spadła, przez co utwór nie dostał się na listę Hot 100.
Zespół zakończył współpracę z MCA w 1987 roku i rozpadł się wkrótce po nagraniu dema na trzeci album, który obejmował powrót basisty Chucka Wrighta i debiut perkusisty Kena Mary, który zastąpił Alana Kriggera.  Niektóre z tych utworów ostatecznie pojawiły się na debiutanckim albumie grupy House of Lords, a dziewięć utworów z sesji Giuffria III znalazło się na płycie Lost Tapes Davida Glen Eisleya.
W odcinku That Metal Show w 2010 roku gitarzysta Craig Goldy stwierdził, że prowadzone są rozmowy na temat reaktywacji zespołu.
W kwietniu 2015 r. Media ujawniły, że Giuffria (z udziałem Eisleya, Goldy i Kriggera) będzie jedną z grup występujących na festiwalu Rockingham w klubie Rock City w Nottingham dniach 23–25 października. W niedzielę Giuffria grała jako support głównego zespołu – Dokken. Inne grupy które wystąpiły tego dnia to były Royal Hunt i Stan Bush.
W 2017 roku Eisley i Goldy połączyli siły, aby nagrać album pod nazwą „Eisley / Goldy” zatytułowany Blood, Guts and Games, który został wydany pod koniec roku. Chuck Wright, basista z Giuffrii, również przyczynił się do nagrania, podczas gdy Krigger pojawia się jako perkusista w teledysku do pierwszego singla albumu „The Heart Is a Lonely Hunter”.

## Członkowie
Obecni: 
- David Glen Eisley – wokal, instrumenty klawiszowe, harmonijka ustna (1983–1987, 2015), gitara (2015)
- Craig Goldy – gitary, chórki (1983–1985, 2015), bas (2015)
- Alan Krigger – perkusja, instrumenty perkusyjne (1984–1987, 2015)
- Adam Emmons - instrumenty klawiszowe (2014–2015)

Byli: 
- Gregg Giuffria - instrumenty klawiszowe, syntezatory, keytar, fortepian, chórki (1983–1987)
- Tom Quinton – perkusja, perkusja (1983–1984)
- Lanny Cordola - gitary (1985–1987)
- Rick Bozzo – bas (1985–1986)
- David Sikes – bas (1986–1987)
- Chuck Wright – bas, chórki (1983–1985, 1987)
- Ken Mary – perkusja, instrumenty perkusyjne (1987)

## Dyskografia

### Albumy
- Giuffria (1984, MCA Records)
- Silk + Steel (1986, MCA Records)
- Giuffria III (1987, niewydane)

| Rok  | Piosenka                                                                    | Katalog   | Hot 100 | Album         |
| ---- | --------------------------------------------------------------------------- | --------- | ------- | ------------- |
| 1984 | „Call to the Heart” / „Out of the Blue (Too Far Gone)”                      | MCA 52497 | 15      | Giuffria      |
| 1984 | „Call to the Heart” (wersja rozszerzona) / „Out of the Blue (Too Far Gone)” | MCA T935  | -       | Giuffria      |
| 1984 | „Do Me Right”                                                               | MCA 4360  | -       | Giuffria      |
| 1985 | „Lonely in Love” / „Do Me Right”                                            | MCA 52558 | 57      | Giuffria      |
| 1986 | „I Must Be Dreaming” / „Tell It Like It Is”                                 | MCA 52794 | 52      | Jedwab i stal |
| 1986 | „Love You Forever” / „Heartache”                                            | MCA 52882 | -       | Jedwab i stal |

### Inne występy
- Mam cię! OST (1985, MCA Records)